# 王源 (弘治進士)
王源（1465年—1511年），山西承宣布政使司太原府代州五台县（今山西省五台县）人。明朝政治人物。

## 生平
山西鄉試第六十名舉人，明孝宗弘治十二年（1499年）王源中己未科會試第二百六十四名，二甲七十六名进士。官至四川佥事，明武宗正德六年（1511年）正月，蓝廷瑞、鄢本恕民变，王源行部川北，蓝廷瑞、鄢本恕等劫掠通州、巴州至营山，王源率典史邓俊抵御蓝廷瑞等，兵败被杀。朝廷赠王源副使，廕其子。

## 家族
曾祖王睿；祖王瓘；父王讓。母高氏。具庆下。